# Brygada Kawalerii „Rzeszów”
Brygada Kawalerii „Rzeszów” – wielka jednostka kawalerii Wojska Polskiego II RP.
Powstała w wyniku reorganizacji jednostek kawalerii w latach 30. XX w. na bazie 10 Brygady Kawalerii. Sztab brygady stacjonował w Rzeszowie.

## Dowódcy
- płk Wincenty Jasiewicz

## Skład
- 20 pułk ułanów im. Króla Jana III Sobieskiego
- 10 pułk strzelców konnych
- 10 dywizjon artylerii konnej